# Ludwig von Rönne
Ludwig Moritz Peter von Rönne (* 18. Oktober 1804 in Glückstadt; † 22. Dezember 1891 in Berlin) war ein deutscher Jurist, Publizist und Staatsrechtslehrer.

## Leben
Rönne studierte seit 1822 in Bonn und Berlin, trat 1825 als Auskultator in den preußischen Justizdienst und wurde 1828 Kammergerichtsassessor in Berlin. Noch in demselben Jahr zum Land- und Stadtrichter in Münsterberg ernannt, wurde er 1832 als Land- und Stadtgerichtsdirektor nach Hirschberg, 1836 als Oberlandesgerichtsrat nach Breslau versetzt. 1841 wurde er als „Hilfsarbeiter“ (eine Art Assistent) an das Berliner Kammergericht berufen, wo er 1842 bis 1859 dann Kammergerichtsrat war. Neben einer Tätigkeit als Rat bei dem kurmärkischen Pupillenkollegium wurde er 1859 Vizepräsident des Appellationsgerichts in Glogau.

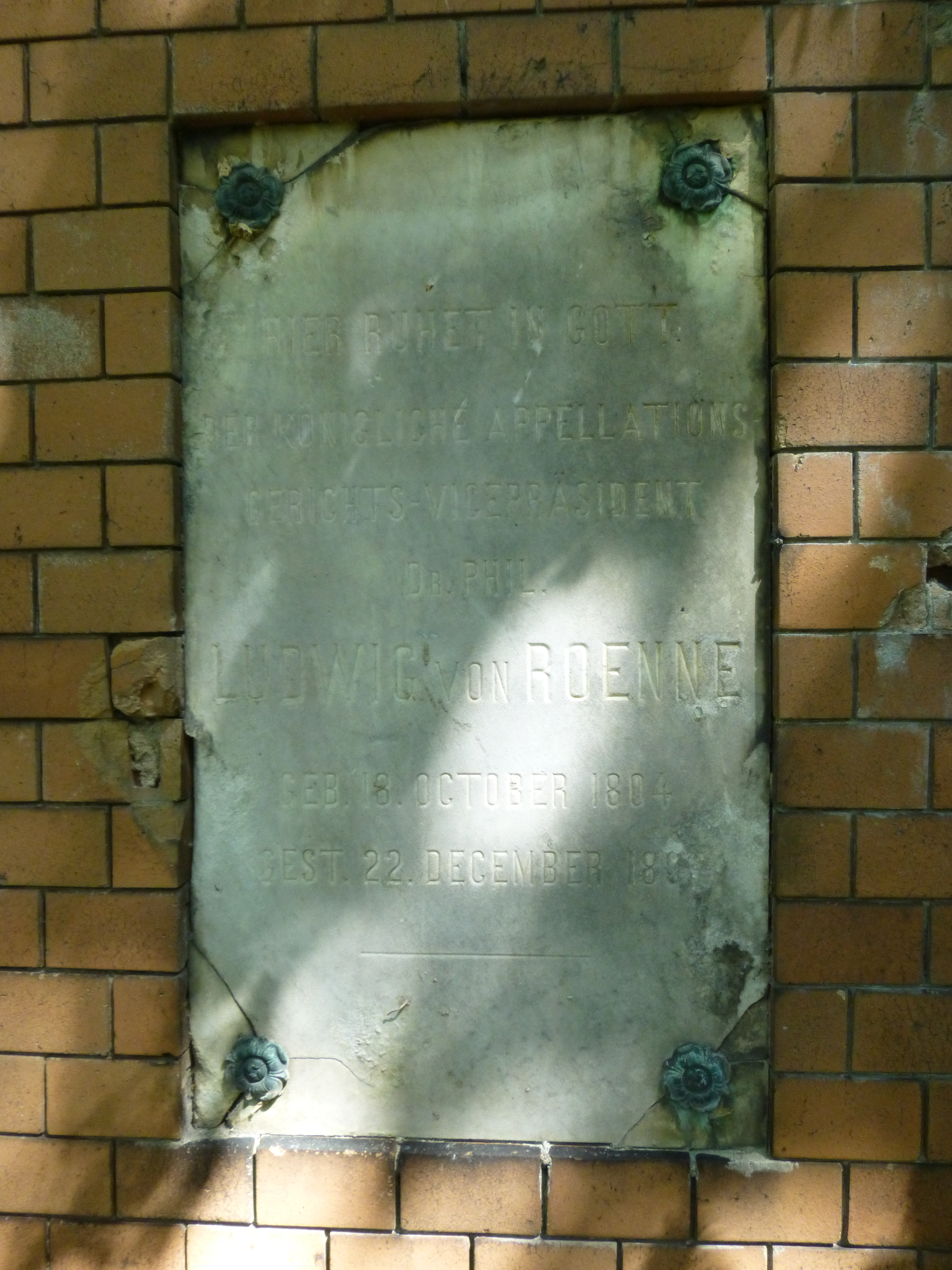
Alter St.-Matthäus-Kirchhof Berlin, Grabtafel von Ludwig von Rönne auf dem Familiengrab

Er war 1859 bis 1863 Mitglied der damaligen Ersten Kammer beziehungsweise von 1868 bis 1879 des Abgeordnetenhauses, wo er zur Gruppe der Altliberalen gehörte und im Laufe seiner Abgeordnetenzeit sich verschiedenen Fraktionen anschloss, zuletzt war er Mitglied der Nationalliberalen. 1868 auf seinen Antrag mit Pension entlassen, widmete er sich seitdem in Berlin schriftstellerischen Arbeiten. 1871 bis 1877 war er Mitglied des deutschen Reichstags. Von 1871 bis 1874 vertrat er als Abgeordneter den Wahlkreis Posen 2, von 1874 bis 1877 den Wahlkreis Liegnitz 2.
Neben den beiden großen Kommentariensammlungen, die Rönne mit anderen zusammen herausgab, konnte er auch noch andere Werke veröffentlichen (siehe unten).
Sein Grab befindet sich auf dem Friedhof der St.-Matthäi-Gemeinde in Berlin-Schöneberg. Nach ihm wurde 1897 die Rönnestraße in Berlin-Charlottenburg benannt.

## Werke
- Ergänzungen und Erläuterungen der preußischen Rechtsbücher. Berlin 1884 ff. (4 Bände)
- Die Verfassung und Verwaltung des preußischen Staats. Breslau 1840–56 (9 Teile)
- Das Staatsrecht der preußischen Monarchie. Leipzig 1856–63 (2 Bände; 4. Auflage 1881–84, 4 Bände)
- Das Verfassungsrecht des Deutschen Reichs. Leipzig 1872 (neubearbeitet unter dem Titel: „Das Staatsrecht des Deutschen Reichs“; ebd. 1876–77, 2 Bände)
- Die Verfassungsurkunde für den preußischen Staat vom 31. Jan. 1850. Berlin 1850 (3. Auflage 1859)
- Das Gesetz über die Presse vom 2. Mai 1851. Breslau 1851
- Verfassung des Deutschen Reichs. 5. Auflage. Berlin 1886
- Das allgemeine Berggesetz für die preußischen Staaten. Berlin 1887

Mit seinem Bruder Friedrich Ludwig von Rönne (* 1797 in Glückstadt; † 7. April 1865 in Berlin) besorgte er die zweite Auflage von Ernst Ferdinand Kleins „System des preußischen Zivilrechts“ (Halle 1835–36, 2 Bände).